# Церковь Святого Николая (Люнебург)
Церковь Святого Николая (нем. Sankt Nicolai) — церковь в центре ганзейского города Люнебург (земля Нижняя Саксония); является самой молодой и наименее крупной из трех главных церквей города; трёхнефный готический храм, построенный между 1407 и 1440 годами, в 1530 году стам местом проведения первых протестантских служб; является памятником архитектуры (кирпичной готики).